# Mike Gadsby
Michael D. Gadsby (sinh ngày 1 tháng 8 năm 1947) là một cựu cầu thủ bóng đá người Anh thi đấu ở vị trí thủ môn.

## Sự nghiệp
Sinh ra ở Oswestry, Gadsby thi đấu cho Ashbourne, Notts County, York City, Grimsby Town, Bradford City, Hartlepool United và Dover Town.
Đối với Bradford City ông có 6 lần ra sân ở Football League.